# Ellie Greenwich
Eleanor «Ellie» Louise Greenwich (Brooklyn, Nova York, 23 d'octubre de 1940 - Upper West Side, Manhattan, 26 d'agost de 2009) fou una cantant, compositora i productora de música pop estatunidenca. Va escriure o coescriure les cançons Da Doo Ron Ron, Be My Baby, Then He Kissed Me, Do Wah Diddy Diddy, Christmas (Baby Please Come Home), Hanky Panky, Chapel of Love, Leader of the Pack i River Deep – Mountain High, entre d'altres.

## Primers anys
Eleanor Louise Greenwich va néixer a Brooklyn, Nova York, fill del pintor convertit en enginyer elèctric William Greenwich, catòlic i gerent de grans magatzems i de Rose Baron Greenwich. Ambdós eren d'ascendència russa. Eleanor no va ser educada en cap religió. El seu interès musical va despertar quan era petita, tot sentint els seus pares tocar música a casa seva. Eleanor escoltava artistes com ara Teresa Brewer, The Four Lads i Johnnie Ray, i va aprendre a tocar l'acordió a una edat jove. Als deu anys es va traslladar amb els seus pares i la seva germana petita, Laura, als suburbis de Levittown, Nova York.
Quan era adolescent, Greenwich componia cançons segons va dir ella mateixa en un article de 1973: "quan tenia catorze anys, vaig conèixer a Archie Bleyer a qui li agradaven les meves cançons, però em va dir que continués la meva educació abans d'intentar envair la jungla de la composició de cançons". A la Levittown Memorial High School de Levittown, Greenwich i dos amics van formar un grup de cant, The Jivettes, que va comptar amb més membres i va actuar en funcions locals. Mentre anava a l'escola secundària, va començar a utilitzar l'acordió per escriure cançons d'amor sobre aquell a qui estimava llavors. Després de graduar-se a l'escola secundària, Greenwich es va presentar a la Manhattan School of Music, però va ser rebutjada perquè l'escola no acceptava acordionistes, matriculant-se posteriorment al Queens College. Finalment, va aprendre per si mateixa a compondre al piano, en lloc de l'acordió.
Als 17 anys, quan va començar a assistir al Queens College, Greenwich va gravar el seu primer senzill per a RCA Records, amb la cançó Silly Isn't It i amb Cha-Cha Charming a la cara B del disc. El senzill es va publicar amb el nom d'Ellie Gaye (que ella va triar com a referència a Barbie Gaye, cantant de la versió original de My Boy Lollipop). No obstant això, una biografia sobre Greenwich afirmava que RCA Records va canviar el nom per evitar pronunciacions errònies del cognom Greenwich. Cha-Cha Charming es va editar el 1958 i indirectament va portar a la decisió d'Eleanor de traslladar-se del Queens College a la Universitat Hofstra, després que un dels seus professors de l'antiga institució la menyspreés per gravar música pop.

## Associació amb Jeff Barry
L'any 1959, quan encara a la universitat, Greenwich va conèixer l'home que esdevindria amb el temps el seu marit i el seu principal company de cançons. Encara que és possible que s'haguessin conegut de nens, ja que compartien un parent, la primera vegada que Greenwich i Jeff Barry es van conèixer formalment d'adults va ser en un sopar d'acció de gràcies organitzat pel seu oncle matern, que estava casat amb una cosina de Barry. Greenwich i Barry van reconèixer el seu amor mutu per la música. Barry es va casar en aquella època amb la seva primera dona, que estava al sopar. Anys més tard Greenwich i Barry i es van casar i es van convertir en un duet de cançons reconegut com un dels més exitosos i prolífics entre els compositors del Brill Building.
Greenwich i Barry van començar a sortir després que el matrimoni de Barry fos anul·lat, però musicalment van continuar carreres separades. Encara a la universitat, l'any 1962, Greenwich va anar al Brill Building per conèixer John Gluck Jr., un dels compositors de l'èxit de Lesley Gore It's My Party. Mentre atenia una altra cita, Gluck va instal·lar Greenwich en un despatx i li va demanar que hi esperés. El despatx era el dels compositors i productors Jerry Leiber i Mike Stoller. En escoltar música de piano des del cubicle, Leiber va ficar el cap i, esperant Carole King, es va sorprendre en veure Greenwich, que es va presentar i li va explicar les seves raons per ser-hi. Reconeixent el seu potencial com a compositora, Leiber i Stoller van acordar que li permetrien utilitzar les seves instal·lacions com ella volgués com a compensació per la negativa a fer servir les primeres cançons que havia escrit. Finalment, van contractar Greenwich per la seva empresa editorial, Trio Music, com a compositora de cançons.
Abans de casar-se amb Barry, Greenwich va escriure cançons amb diferents col·laboradors, com ara Ben Raleigh (coautor del primer èxit de Barry com a compositor, Tell Laura I Love Her, el 1960) i Mark Barkan. També va ser cantant de sessió, enregistrant tantes maquetes que va ser coneguda com a la Demo Queen de Nova York. Els seus grans èxits durant aquest període van ser escrits amb Tony Powers. L'equip Greenwich-Powers va arribar a les llistes d'èxits amb cançons com ara He's Got The Power (The Exciters), (Today I Met) The Boy I'm Gonna Marry (Darlene Love) i Why Do Lovers Break Each Others' Hearts? (Bob B. Soxx & the Blue Jeans, amb Love com a veu principal). Aquestes dues últimes van ser coescrites i produïdes per Phil Spector per l'editor musical Aaron Schroeder.
El 28 d'octubre de 1962, Barry i Greenwich es van casar, i poc després van decidir escriure cançons exclusivament entre ells, una decisió que va decebre Tony Powers, així com el principal coautor de Barry, Artie Resnick. Posteriorment, Barry va signar amb Trinity Music i ell i Greenwich van obtenir el seu propi despatx amb els seus noms a la porta. Abans de finals de 1963, Barry-Greenwich havia aconseguit èxits amb cançons com Be My Baby i Baby, I Love You (The Ronettes), Then He Kissed Me i Da Doo Ron Ron (The Crystals), Not Too Young To Get Married (Bob B. Soxx & the Blue Jeans) i Christmas (Baby Please Come Home) de Darlene Love, totes elles coescrites i produïdes per Phil Spector. Greenwich i Barry també van gravar senzills i un àlbum amb el nom de The Raindrops, amb Greenwich proporcionant totes les veus femenines a través de la superposició de capes de veu (overdubbing), i Barry cantant en segon pla amb veu de baix. A més de What A Guy (en realitat una maqueta, amb Greenwich al piano i Barry a la bateria, venuda a Jubilee Records i publicat com el primer senzill de Raindrops) i l'èxit del Top 20 dels Estats Units The Kind Of Boy You Can't Forget, la parella va escriure i gravar Hanky Panky, que més tard va esdevenir un èxit de Tommy James and the Shondells el 1966 i, el 1964, Do Wah Diddy Diddy, que va arribar al primer lloc de les llistes, tant al Regne Unit com als EUA, amb la banda de rock Manfred Mann. Cap a finals de 1963, els Raindrops van gravar That Boy John, una fusió enganxosa de jazz i rhythm and blues que va arribar a la zona mitja de les llistes. El president John F. Kennedy acabava de ser assassinat i, segons Barry i Greenwich, les emissores de ràdio no volien reproduir la cançó. Barry i Greenwich també van escriure cançons per a Connie Francis i el 1964 es van classificar amb dos èxits de la cantant Lesley Gore, Maybe I Know i Look of Love.
Quan Leiber i Stoller van fundar Red Bird Records el 1964, Barry i Greenwich van ser incorporats com a compositors i productors. El primer llançament del segell va ser Chapel of Love de The Dixie Cups (escrit amb Phil Spector i gravat originalment per The Ronettes), que va pujar a les llistes estatunidenques al número 1. Barry i Greenwich van continuar escrivint i/o produint èxits per a Red Bird, inclosos diversos altres llançaments de The Dixie Cups (People Say), així com The Ad-Libs (He Ain't No Angel i Remember), The Jelly Beans (I Wanna Love Him So Bad) i The Shangri-Las (Leader of the Pack), coescrit per George "Shadow" Morton. Morton, Barry i Greenwich van escriure You Don't Know, que Greenwich va gravar a Red Bird amb el seu propi nom el 1965, alhora que Barry va gravar i llançar una altra cançó de Barry-Greenwich, Our Love Can Still Be Saved.
Tanmateix, el matrimoni de la parella no es va poder salvar; abans de finals d'any, Barry i Greenwich es van divorciar. La parella va continuar treballant junts durant gran part del 1966, en part a causa del descobriment per part de Greenwich d'un cantant i compositor de talent anomenat Neil Diamond. Barry, Greenwich i Diamond es van unir per formar Tallyrand Music per publicar les cançons de Diamond. Posteriorment, Diamond va signar amb Bang Records de Bert Berns, i va tenir una sèrie d'èxits com Cherry Cherry i Kentucky Woman, tots produïts per Barry i Greenwich, que també van cantar en segon terme en molts temes. A més, Barry i Greenwich van fer equip amb Phil Spector per última vegada per escriure I Can Hear Music i River Deep - Mountain High. I Can Hear Music va ser gravat per The Ronettes el 1966 com el seu últim senzill per al segell Philles, i gravat per The Beach Boys el 1969. Spector va produir River Deep - Mountain High per a Ike i Tina Turner, encara que Ike va ser oficialment expulsat de la gravació de l'estudi. Tot i que River Deep va assolir el número 3 al Regne Unit, la cançó va ser un fracàs comercial als EUA, i es va quedar al número 88. Uns anys més tard, entre 1970 i 1971, The Supremes i The Four Tops van arribar al número 14 de les llistes dels EUA amb la seva recuperació de River Deep.

## Carrera posterior
Durant el 1967, Greenwich va formar Pineywood Music amb Mike Rashkow, i durant els anys següents l'equip de Greenwich-Rashkow va escriure i/o produir enregistraments per a la mateixa Greenwich, així com per a Dusty Springfield, el Definitive Rock Chorale, The Other Voices, The Fuzzy Bunnies i The Hardy Boys. També el 1967, Greenwich va gravar el seu primer àlbum en solitari, Ellie Greenwich Composes, Produces and Sings, publicat el 1968, que va assolir dos èxits en les llistes, Niki Hoeky (número 1 al Japó) i I Want You to Be My Baby. A més, Greenwich va continuar proporcionant veus de fons i arranjaments vocals per a diversos artistes com ara Dusty Springfield, Bobby Darin, Lou Christie i Frank Sinatra, així com a Electric Light Orchestra, Blondie, Cyndi Lauper i Gary U.S. Bonds. També va fer treballs d'estudi per al seu exmarit, cantant veus de segon pla per a Andy Kim, que estava gravant per a Steed Records de Barry, i els Archies.
En una d'aquestes sessions d'enregistrament, Greenwich va conèixer Steve Tudanger, amb qui ella i Steve Feldman formarien més tard la companyia Jingle Habitat per escriure i produir jingles per a ràdio i televisió. Tudanger i Feldman també van coproduir el segon LP de Greenwich, Let It Be Written, Let It Be Sung, el 1973. La seva cançó Sunshine After the Rain va ser un èxit al Regne Unit amb la cantant Elkie Brooks. Va ser produït per Leiber i Stoller i extret de l'àlbum d'Elkie Brooks, Two Days Away. L'any 1976, Greenwich va fer la veu acompanyant de Debbie Harry a la cançó In The Flesh per a l'àlbum del debut de Blondie, anomenat Blondie. Després que la seva associació amb Rashkow va acabar el 1971, Greenwich va col·laborar amb escriptors com Ellen Foley i Jeff Kent; l'equip Greenwich-Kent-Foley va escriure Keep It Confidential, un èxit de Nona Hendryx a les llistes de R&B el 1983. Aquell mateix any, Right Track Wrong Train, que Greenwich va escriure amb Kent i Cyndi Lauper, va ser la cara B de Girls Just Wanna Have Fun de Cyndi, que va arribar al número 2 de les llistes dels EUA, i va passar tres setmanes com a número 1 a les llistes australianes.

## Llegat
L'associació de Greenwich amb Ellen Foley i Nona Hendryx va conduir indirectament a un espectacle de Broadway que va ressuscitar la seva música dels anys 1960. Quan Foley i Hendryx van actuar al cabaret The Bottom Line a la ciutat de Nova York, Greenwich va ser allà per veure'ls. El propietari del Bottom Line, Allan Pepper, va convèncer Greenwich per conèixer-lo i discutir la creació d'una revista que mostrés els seus èxits. El 1984, Leader of the Pack, un espectacle basat en la vida i la música de Greenwich, es va estrenar a The Bottom Line. Greenwich va aparèixer com ella mateixa al segon acte, que es va centrar en els seus primers anys a Long Island i el seu matrimoni i associació amb Barry. L'espectacle es va renovar per a Broadway i es va inaugurar al Ambassador Theatre l'any següent. Els membres del repartiment incloïen Greenwich, Darlene Love, Annie Golden, Dinah Manoff com a jove Ellie i Patrick Cassidy com Jeff Barry. Leader of the Pack va ser nominat per a un premi Tony al millor musical i un premi Grammy per l'àlbum de repartiment, i l'obra va obtenir el premi The New York Music Critics a millor musical de Broadway. Durant la dècada de 1990 i en el nou mil·lenni, el musical ha tingut diverses reestrenes i es continua representant a escoles i teatres comunitaris. Leader of the Pack encara es representa a tot el món.

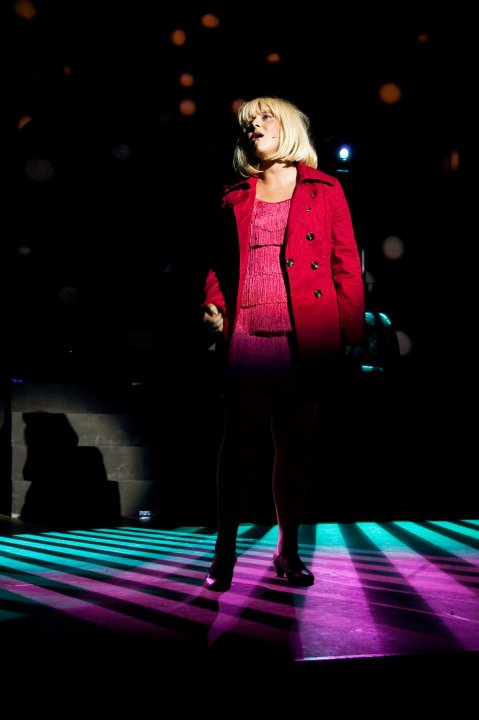
Greenwich ser retratada a Leader of the Pack el 2010

El 1991, Greenwich i Barry van ser incorporats junts al Saló de la Fama dels Compositors. L'any 2004, la llista de les 500 millors cançons de rock dels Rolling Stone incloïen sis composicions de Greenwich-Barry, més que qualsevol altre equip de compositors no cantants. Només el 1964, el duet es va encarregar d'escriure 17 senzills que van arribar a la llista Billboard Hot 100.
El 15 de desembre de 2009, The Rock and Roll Hall of Fame va anunciar que Greenwich i Barry rebrien el premi Ahmet Ertegun el març de 2010 (que va ser atorgat pòstumament a Greenwich) per ajudar a definir el so de Brill Building. A la cerimònia al Waldorf-Astoria, que es va emetre a la xarxa de cable Fuse TV, Carole King va presentar a Greenwich, Barry i altres col·legues compositors de la dècada de 1950 i principis dels 1960, inclosos Barry Mann i Cynthia Weil, Otis Blackwell (també pòstumament), Mort Shuman i Jesse Stone. El premi d'Ellie va ser acceptat per la seva germana Laura, mentre que l'acceptació de Barry va ser llegida per Steve van Zandt.
El 7 de maig de 2013, es va col·locar un "Jardí d'Ellie", que conté una estàtua de Greenwich, al costat de l'escola de música de la Universitat Hofstra. L'escultura va ser encarregada per la família de Greenwich i creada per Peter Homestead.

## Mort
El 26 d'agost de 2009, Greenwich va morir d'un atac de cor a l'Hospital St. Luke's-Roosevelt (actual Mount Sinai West) de la ciutat de Nova York, on havia estat ingressada uns dies abans per al tractament d'una pneumònia.
El 20 de setembre de 2009, Bruce Springsteen i la E Street Band van dedicar Da Doo Ron Ron a Greenwich, mentre tocaven la cançó durant un concert al United Center de Chicago. Springsteen va dir que Greenwich era una "increïble compositora de rock i de soul" just abans de tocar la cançó.
El 3 de febrer de 2010, Patti Smith va dedicar una versió improvisada de Be My Baby a Greenwich mentre tocava en un espectacle al moll de Santa Monica, Califòrnia.

## Discografia
- The Raindrops de The Raindrops amb Jeff Barry (1963)
- Ellie Greenwich Composes, Produces & Sings (1968)
- Let It Be Written, Let it Be Sung (1973)